# Aftermarket (motoryzacja)

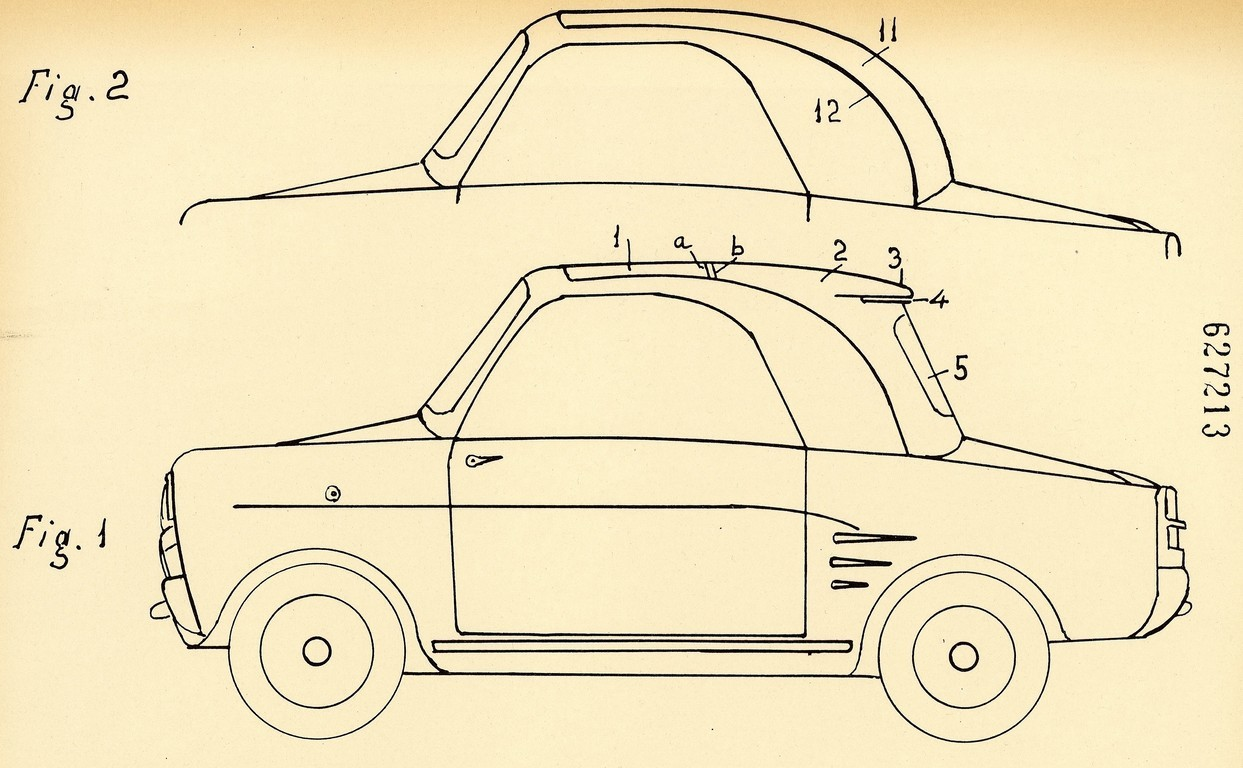
Rysunek do zgłoszenia patentowego na składany dach samochodowy z 1960 r.

Rynek aftermarket (motoryzacja) to rynek wtórny dla przemysłu motoryzacyjnego, zajmujący się produkcją, regeneracją, dystrybucją, sprzedażą detaliczną zarówno części zamiennych, jak i akcesoriów do pojazdów, które zostały sprzedane klientowi finalnemu przez producenta oryginalnego wyposażenia tzw. (OEM – original equipment manufacturer).

## Podział rynku
Według raportu Międzynarodowej Administracji Handlu w Departamencie Handlu USA – „rynek aftermarket podzielony jest na dwie kategorie: części zamienne i akcesoria. Części zamienne to elementy wyprodukowane lub zregenerowane w celu zastąpienia części oryginalnych (OE – original equipment), gdy ulegną one zużyciu lub uszkodzeniu. Akcesoria to części oraz elementy dodatkowego wyposażenia samochodu wyprodukowane w celu polepszenia wygody użytkownika, poprawy osiągów pojazdu, jak i w celu zwiększenia bezpieczeństwa użytkownika. Traktowane są one jako dodatkowe elementy wyposażenia pojazdu mechanicznego po jego pierwotnej sprzedaży.”
Na rynku wtórnym oferowane są części różniące się od siebie ceną, jak i jakością wykonania, które przeznaczone dla wszystkich produkowanych marek i modeli pojazdów na świecie.
Konsumenci mają możliwość samodzielnego naprawienia swoich pojazdów (segment „DIY – zrób to sam”) lub mogą zabrać pojazd do profesjonalnego warsztatu (segment DIFM – „zrób to za mnie”). Rynek wtórny pomaga utrzymać pojazdy w sprawności, dając konsumentom możliwość wyboru, gdzie chcą, aby ich pojazdy były naprawiane oraz serwisowane.

## Rozmiar rynku w Polsce i na świecie
Produkcja, sprzedaż i eksport części samochodowych w Polsce rokrocznie notują wzrosty. Jak wynika z danych Stowarzyszenia Dystrybutorów i Producentów Części Motoryzacyjnych (SDCM), na tym rynku działała około 900 firm, w których pracuje blisko 120 tysięcy osób, a przychody ze sprzedaży wynoszą ponad 70 mld zł. Dynamika wzrostu rok do roku przekracza 9 proc.
Jak wynika z raportu „Branża Motoryzacyjna w Polsce 2016” w ostatnich latach zmieniła się struktura produkcji Przemysłu Motoryzacyjnego. Drugim – obok produkcji pojazdów – kluczowym segmentem polskiego przemysłu motoryzacyjnego jest produkcja podzespołów, części i akcesoriów.
Produkcja części motoryzacyjnych w 2015 roku była aż o 46 proc. większa niż produkcja samochodów.
W 2015 roku eksport produktów motoryzacyjnych z Polski wzrósł o 9,8% r/r i wyniósł 27,9 mld euro. Stanowiło to 15,6% wartości polskiego eksportu towarowego.
Szacuje się, że rynek części zamiennych w Stanach Zjednoczonych ma wartość 318,2 miliarda dolarów (2013), co daje ponad 2,3% PKB. Na rynku wtórnym zatrudnionych jest 4,2 miliona osób, które pracują u producentów, dystrybutorów, sprzedawców detalicznych i w warsztatach samochodowych.
Sprzedaż akcesoriów motoryzacyjnych w Stanach Zjednoczonych na rynku wtórnym zwiększa się z roku na rok. Według Hedges & Company, "Sprzedaż części samochodowych i akcesoriów nadal wzrastała w 2015 r., a trend ten utrzyma się w 2016 r., osiągając 7,4 mld USD, co oznacza wzrost o 16% w stosunku do 2015 r."
W Kanadzie motoryzacyjny rynek części zamiennych to przemysł o wartości 19,4 miliarda dolarów, który zatrudnia około 420 000 osób.
W Australii szacuje się, że rynek części zamiennych w 2013 roku wygenerowała obrót w wysokości 5,2 mld AUD, przy 21000 pracowników i 1400 producentów.
Platformą do wspólnych spotkań dla międzynarodowego rynku części zamiennych są targi B2B Automechanika, które odbywają się co dwa lata we Frankfurcie.